# Justo Germán Grajales
Justo Germán Grajales (Majaguabo, Oriente, Cuba, 28 de mayo de 1843 - San Luis, Oriente, Cuba, noviembre de 1868) fue un campesino y militar cubano del siglo XIX. Capitán Abanderado del Ejército Mambí. Hijo natural de Mariana Grajales, prócer de la independencia de Cuba y, por tanto, hermano de Antonio Maceo. 

## Síntesis biográfica
Justo Germán Grajales (a veces conocido como Justo Germán Maceo, por el apellido de su padrastro Marcos Maceo) nació en Majaguabo, Oriente, Cuba, el 28 de mayo de 1843. Hijo natural de Mariana Grajales, se desconoce quién fue su padre. 
Creció junto a sus doce hermanos, su madre y su padrastro en la finca familiar. Se casó con María Tomasa La O el 26 de diciembre de 1864. El matrimonio tuvo un hijo varón, llamado José Dolores Grajales, el 6 de abril de 1865. 
El 10 de octubre de 1868 estalló la Guerra de los Diez Años (1868-1878), primera guerra por la independencia de Cuba. Los Maceo se unieron a las fuerzas independentistas cubanas desde los primeros días. Doña Mariana hizo jurar a su esposo y sus hijos mayores por la cruz, que no descansarían hasta vencer o morir por la independencia de Cuba. 
Los hermanos mayores, entre ellos Justo Germán, se incorporaron al Ejército Mambí. Justo Germán fue nombrado Capitán Abanderado, pero su participación en la guerra fue breve, pues fue capturado por fuerzas enemigas en los primeros días de noviembre de ese mismo año de 1868 y fusilado. Al morir, tenía 25 años. 
- Datos: Q56843987